# پاسیلان لینکی‌تورنی
پاسیلان لینکّی‌تورنی (انگلیسی: Pasilan linkkitorni)، مشهور به برج رسانه ملی فنلاند اولیس‌رادیو، یک برج تلویزیونی با ارتفاع ۱۴۶ متر (۴۷۹ فوت) در محله پاسیلا در هلسینکی است.
این برج در سال ۱۹۸۳ ساخته شده و دارای اتاق‌هایی با تجهیزات فنی در ارتفاع ۱۱۲ متر (۳۶۷ فوت) است. این برج بلندترین برج مستقل در منطقه هلسینکی بزرگ و دومین برج بلند در فنلاند پس از نَسین‌نِولا واقع در شهر تامپره است.